# Kunst und Recht

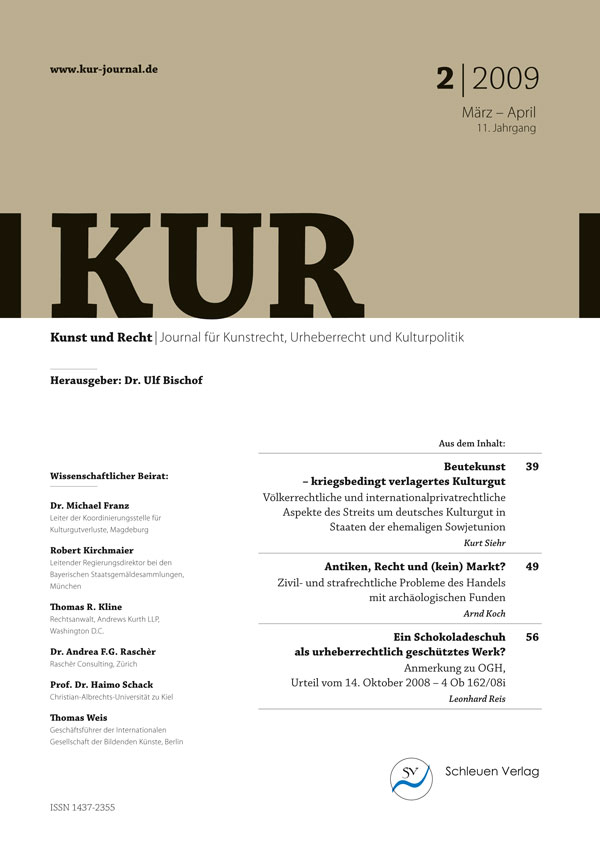
KUR 2/2009

Kunst und Recht – Journal für Kunstrecht, Urheberrecht und Kulturpolitik (abgekürzt: KUR) ist eine juristische Fachzeitschrift mit dem Schwerpunkt Kunstrecht. Die KUR ist ein Informationsforum für den Kulturbetrieb. Sie beschäftigt sich mit den Berührungspunkten von Kunst und Recht. Museen informieren sich beispielsweise über die Versicherungspraxis, der Kunstmarkt über Authentizitätsfragen, die Interessenverbände von Kunstschaffenden über das Folgerecht. Die Zeitschrift ist nicht zu verwechseln mit der Zeitschrift Kommunikation & Recht, abgekürzt „K&R“.

## Inhalte
Die KUR enthält regelmäßig Fachbeiträge aus den Bereichen
- Finanzen, Transport und Versicherung
- Kulturgüterschutz
- Kulturpolitik
- Kunstmarkt
- Museen, Archive und Bibliotheken
- Raub- und Beutekunst
- Urheberrecht und Medienrecht

Darüber hinaus enthält die KUR einen Entscheidungsteil, in dem die neueste Rechtsprechung auf dem Gebiet des Kunstrechts dargestellt und kommentiert wird.
Der Inhalt des Journals umfasst zudem ausführliche Buchbesprechungen und einen bibliografischen Überblick über relevante Neuerscheinungen im Bereich der Schnittstellen Kunst und Recht sowie Veranstaltungshinweise.

## Herausgeber
- Ulf Bischof, Rechtsanwalt, Berlin

## Wissenschaftlicher Beirat
- Michael Franz, Leiter der Koordinierungsstelle für Kulturgutverluste, Magdeburg
- Robert Kirchmaier, Leitender Regierungsdirektor bei den Bayerischen Staatsgemäldesammlungen,  München
- Thomas R. Kline, Rechtsanwalt, Andrews & Kurth LLP, Washington D.C.
- Andrea F. G. Raschèr, Raschèr Consulting, Zürich
- Haimo Schack, Christian-Albrechts-Universität zu Kiel
- Thomas Weis, Geschäftsführer der Internationalen Gesellschaft der Bildenden Künste, Berlin

## Erscheinungsweise
Die KUR erscheint seit 1999 zweimonatlich in Deutschland, Österreich und der Schweiz. Die KUR wird seit Januar 2006 von der Schleuen Verlag oHG in Berlin verlegt.

## Zitierweise
Beiträge und Urteile aus der KUR – Journal für Kunstrecht, Urheberrecht und Kulturpolitik werden üblicherweise folgendermaßen zitiert:
- LG Berlin, KUR 2009, 20 (Urteil des Landgerichts Berlin vom 31. Januar 2008 – Az.:  27 O 89/07)
- Raschèr, KUR 2006, 4 (Aufsatz von Andrea F. G. Raschèr zum Thema Sorgfaltspflichten im Umgang mit Kulturgut – Die UNESCO-Konvention 1970 und das Schweizer Kulturgütertransfergesetz, veröffentlicht im Jahr 2006 ab der Seite 4)

Wird auf eine spezielle Seite innerhalb eines Urteils oder Aufsatzes verwiesen, so wird diese mit einem Komma angehängt (LG Berlin, KUR 2009, 20, 22).